# Elpidofóros Potourídis
Elpidofóros Potourídis (en grec moderne : Ελπιδοφόρος Ποτουρίδης), né le 24 novembre 1975 à Athènes, est un coureur cycliste grec.

## Palmarès sur route
- 1997
  - 2e du championnat de Grèce du contre-la-montre par équipes
  - 3e du championnat de Grèce sur route
- 1998
  -  Champion de Grèce sur route
  - 3e du championnat de Grèce du contre-la-montre
- 2002
  -  Médaillé de bronze du championnat des Balkans du contre-la-montre
  - 3e du championnat de Grèce du contre-la-montre
- 2003
  - 3e du championnat de Grèce du contre-la-montre
- 2004
  -  Champion des Balkans du contre-la-montre
  -  Champion de Grèce du contre-la-montre
- 2005
  - 2e du championnat de Grèce sur route
  - 2e du championnat de Grèce du contre-la-montre
- 2006
  -  Champion de Grèce du contre-la-montre
- 2008
  - 3e du championnat de Grèce du contre-la-montre
- 2009
  -  Champion de Grèce du contre-la-montre en duo (avec Geórgios Pattés-Toumánis)
- 2010
  - 3e du championnat de Grèce du contre-la-montre par équipes

## Palmarès sur piste

### Championnats des Balkans
- 1999
  -  Champion des Balkans de poursuite par équipes (avec Vasílis Anastópoulos, Panagiótis Lékkas et Ioánnis Tamourídis)
- 2002
  -  Champion des Balkans de poursuite par équipes (avec Vasíleios Gianniótis et Panagiótis Lékkas)
  -  Champion des Balkans de la course aux points

### Championnats nationaux
- 1999
  -  Champion de Grèce de l'américaine (avec Apóstolos Sótis)
  -  Champion de Grèce de poursuite par équipes (avec Vasíleios Gianniótis, Panagiótis Lékkas et Apóstolos Sótis)
  - 2e du championnat de Grèce de course aux points
- 2000
  -  Champion de Grèce de l'américaine (avec Apóstolos Sótis)
- 2002
  -  Champion de Grèce de l'américaine (avec Vasíleios Gianniótis)
- 2004
  -  Champion de Grèce de poursuite
  -  Champion de Grèce de poursuite par équipes (avec Nikólaos Angelídis, Dimítrios Gratsánis et Michaíl Tzénkas)
- 2005
  -  Champion de Grèce de l'américaine (avec Dimítrios Gratsánis)
  - 2e du championnat de Grèce de poursuite par équipes
  - 3e du championnat de Grèce de course aux points
  - 3e du championnat de Grèce de poursuite
- 2006
  - 2e du championnat de Grèce du scratch
- 2007
  - 2e du championnat de Grèce de poursuite
- 2008
  - 3e du championnat de Grèce de l'américaine
- 2010
  - 3e du championnat de Grèce de course aux points
- 2012
  - 2e du championnat de Grèce de course aux points
- 2013
  - 2e du championnat de Grèce de l'américaine
- 2016
  - 2e du championnat de Grèce de l'américaine